# Ida (película)
Ida es una película dramática polaca de 2013, dirigida por Paweł Pawlikowski. Fue estrenada el 11 de septiembre de 2013 en el Festival de Cine de Gdynia, y por primera vez en cines el 25 de octubre del mismo año en dicho país.
La película ganó varios galardones cinematográficos polacos y europeos, incluido el Premio del Cine Polaco a la mejor película y mejor película por la Academia de Cine Europeo. Luego fue nominada a la mejor película de habla no inglesa y a la mejor fotografía en la 87.ª edición de los premios Óscar, ganando el premio a mejor película extranjera.

## Argumento
La trama de la película se centra en Anna, una novicia que ha vivido toda su vida en un convento y que está a punto de asumir los votos. Antes de ello, debe conocer a su tía, su única pariente viva, una jueza de vida bohemia y pasado antifascista que le da a conocer su origen judío y su verdadero nombre: Ida. Ambas irán en busca de los restos de los padres de Ida, asesinados durante la ocupación nazi durante la Segunda Guerra Mundial.

## Reparto
- Agata Trzebuchowska, como Anna/Ida.
- Agata Kulesza, como Wanda.
- Dawid Ogrodnik, como Lis.
- Adam Szyszkowski, como Feliks Skiba.
- Jerzy Trela, como Szymon Skiba.
- Joanna Kulig, como una cantante.

## Producción
El director de Ida , Paweł Pawlikowski, nació en Polonia y vivió sus primeros catorce años allí. En 1971, su madre emigró abruptamente con él a Inglaterra, donde finalmente se convirtió en un destacado cineasta. Ida es su primera película polaca; En una entrevista dijo que la película «es un intento de recuperar la Polonia de mi infancia, entre muchas cosas».
Ida fue filmada en Polonia con un elenco y un equipo que provenían principalmente de la industria cinematográfica polaca. La película recibió financiación temprana crucial del Instituto de Cine Polaco basada en un guion de Pawlikowski y Rebecca Lenkiewicz., quien es un dramaturgo inglés. Una vez que se obtuvo el apoyo del Instituto de Cine Polaco, el productor Eric Abraham suscribió la producción de la película.

## Lanzamiento

### Taquilla
Con una recaudación de más de $ 3.8 millones en la taquilla norteamericana, la película ha sido descrita como un «éxito cruzado», especialmente para una película en un idioma extranjero. Casi 500.000 personas vieron la película en Francia, convirtiéndola en una de las películas en polaco más exitosas jamás proyectadas allí. La película ganó casi tanto en Francia, $ 3,2 millones, como lo hizo en los Estados Unidos. La película ganó $ 0,3 millones en Polonia y menos de $ 0,1 millones en Alemania.

### Crítica
Ida recibió una gran aceptación, y los críticos elogiaron su escritura y cinematografía. En Rotten Tomatoes , la película tiene una calificación de aprobación del 95%, basada en 148 reseñas, con una calificación promedio de 8.3 / 10. El consenso crítico del sitio web dice: "Escrito con empatía, actuado espléndidamente y bellamente fotografiado, Ida encuentra que el director Pawel Pawlikowski está revisando sus raíces con un efecto poderoso". En Metacritic, la película tiene una puntuación de 91 de 100, basada en 35 críticas, lo que indica "aclamación universal".
AO Scott, del New York Times, escribe que "con asombrosa concisión y claridad (80 minutos de austero, cuidadosamente enmarcado en blanco y negro), el señor Pawlikowski penetra en los matorrales más oscuros y espinosos de la historia polaca, contando los crímenes del estalinismo y el Holocausto. "

### Premios
| Año  | Evento                                                | Premio o Categoría                            | Ganador                                                | Resultado |
| ---- | ----------------------------------------------------- | --------------------------------------------- | ------------------------------------------------------ | --------- |
| 2013 | Festival de Cine de Gdynia                            | Mejor Fotografía                              | Lukasz Zal, Ryszard Lenczewski                         | Ganadora  |
| 2013 | Festival Internacional de Cine de Varsovia            | Premio del Jurado Ecuménico                   | Pawel Pawlikowski                                      | Ganadora  |
| 2013 | Festival Internacional de Cine de Varsovia            | Gran Premio                                   | Pawel Pawlikowski                                      | Ganadora  |
| 2013 | Festival Internacional de Cine de Toronto             | Premio Internacional de la Crítica (FIPRESCI) | Pawel Pawlikowski                                      | Ganadora  |
| 2013 | Festival de Cine de Londres                           | Mejor Película                                | Pawel Pawlikowski                                      | Ganadora  |
| 2013 | Festival de Cine de Gijón                             | Mejor Actriz                                  | Agata Kulesza                                          | Ganadora  |
| 2013 | Festival de Cine de Gijón                             | Mejor Guion                                   | Pawel Pawlikowski, Rebecca Lenkiewicz                  | Ganadora  |
| 2013 | Festival de Cine de Gijón                             | Premio Gil Parrondo (al diseño de producción) | Katarzyna Sobanska-Strzalkowska, Marcel Slawinski      | Ganadora  |
| 2013 | Festival de Cine de Gijón                             | Gran Premio de Asturias: Mejor Película       | Pawel Pawlikowski                                      | Ganadora  |
| 2013 | Festival de Cine de Gijón                             | Gran Premio de Asturias: Mejor Largometraje   | Pawel Pawlikowski, Opus Film, Phoenix Film Investments | Ganadora  |
| 2013 | Camerimage                                            | Rana de Oro (Competición Principal)           | Lukasz Zal, Ryszard Lenczewski                         | Ganadora  |
| 2014 | American Society of Cinematographers                  | Premio Destacado                              | Lukasz Zal, Ryszard Lenczewski                         | Ganadora  |
| 2014 | Premios del Cine Europeo                              | Mejor película                                | Pawel Pawlikowski                                      | Ganadora  |
| 2014 | Premios del Cine Europeo                              | Mejor director                                | Pawel Pawlikowski                                      | Ganadora  |
| 2014 | Premios del Cine Europeo                              | Mejor actriz                                  | Agata Kulesza                                          | Nominada  |
| 2014 | Premios del Cine Europeo                              | Mejor actriz                                  | Agata Trzebuchowska                                    | Nominada  |
| 2014 | Premios del Cine Europeo                              | Mejor guion                                   | Paweł Pawlikowski & Rebecca Lenkiewicz                 | Ganadora  |
| 2014 | Premios del Cine Europeo                              | Mejor película del público                    | Pawel Pawlikowski                                      | Ganadora  |
| 2014 | Premios del Cine Europeo                              | Mejor fotografía                              | Łukasz Żal & Ryszard Lenczewski                        | Ganadores |
| 2015 | Premios del Círculo de Críticos de Cine de Nueva York | Mejor película extranjera                     | Ida                                                    | Ganadora  |
| 2015 | Premios Óscar                                         | Mejor película extranjera                     | Pawel Pawlikowski                                      | Ganadora  |
| 2015 | Premios Óscar                                         | Mejor fotografía                              | Łukasz Żal & Ryszard Lenczewski                        | Nominados |
| 2015 | Premios César                                         | Mejor película extranjera                     | Ida                                                    | Nominada  |